# Johann Christian Bockshammer
Johann Christian Bockshammer (27. května 1733 Těšín – 13. listopadu 1804 Twardogóra) byl evangelický spisovatel, učitel a pastor.
Tvořil v němčině a v polštině.

## Dílo

### Překlady
- Sarganck: Historia pasyjna, 1765
- Ernest: Christliche Disciplin aus dem Lateinischen, 1773
- J. K. Lavater: Sittenbüchlein für das Gesinde, Wrocław, 1773
- A. J. Pomorzkant: Rede bei dem Leichenbegängnisse des Durchlauchtigsten Fürsten und Herrn August Sulkowski... gehalten zu Reissen den 28-ten Febr. 1786. Aus dem Pohlnischen übersetzt..., Wrocław 1786
- R. Ładowski: Naturgeschichte des Königreichs Pohlen aus dem Pohlnischen übersetzt, Graz-Salzburg 1793